# Фарр-Вест (Юта)
Фарр-Вест (англ. Farr West) — місто (англ. city) в США, в окрузі Вебер штату Юта. Населення — 7691 особа (2020).

## Географія
Фарр-Вест розташований за координатами 41°18′4″ пн. ш. 112°1′54″ зх. д. / 41.30111° пн. ш. 112.03167° зх. д. (41.301084, -112.031649).  За даними Бюро перепису населення США в 2010 році місто мало площу 15,64 км², уся площа — суходіл.

## Демографія
Згідно з переписом 2010 року, у місті мешкало 5928 осіб у 1883 домогосподарствах у складі 1593 родин. Густота населення становила 379 осіб/км².  Було 1923 помешкання (123/км²).
Расовий склад населення:
| - 95,5 % — білих - 0,6 % — азіатів - 0,3 % — корінних американців - 0,3 % — чорних або афроамериканців - 0,2 % — вихідців з тихоокеанських островів - 1,7 % — осіб інших рас |

До двох чи більше рас належало 1,5 %. Частка іспаномовних становила 5,2 % від усіх жителів.
За віковим діапазоном населення розподілялося таким чином: 32,1 % — особи молодші 18 років, 56,7 % — особи у віці 18—64 років, 11,2 % — особи у віці 65 років та старші. Медіана віку мешканця становила 33,0 року. На 100 осіб жіночої статі у місті припадало 99,2 чоловіків;  на 100 жінок у віці від 18 років та старших — 98,0 чоловіків також старших 18 років.
Середній дохід на одне домашнє господарство  становив 85 915 доларів США (медіана — 83 462), а середній дохід на одну сім'ю — 95 823 долари (медіана — 90 298). Медіана доходів становила 57 041 долар для чоловіків та 32 906 доларів для жінок. За межею бідності перебувало 4,3 % осіб, у тому числі 4,6 % дітей у віці до 18 років та 4,7 % осіб у віці 65 років та старших.
Цивільне працевлаштоване населення становило 2961 особа. Основні галузі зайнятості: освіта, охорона здоров'я та соціальна допомога — 23,0 %, виробництво — 17,8 %, публічна адміністрація — 14,6 %.